# Diocese de Castanhal

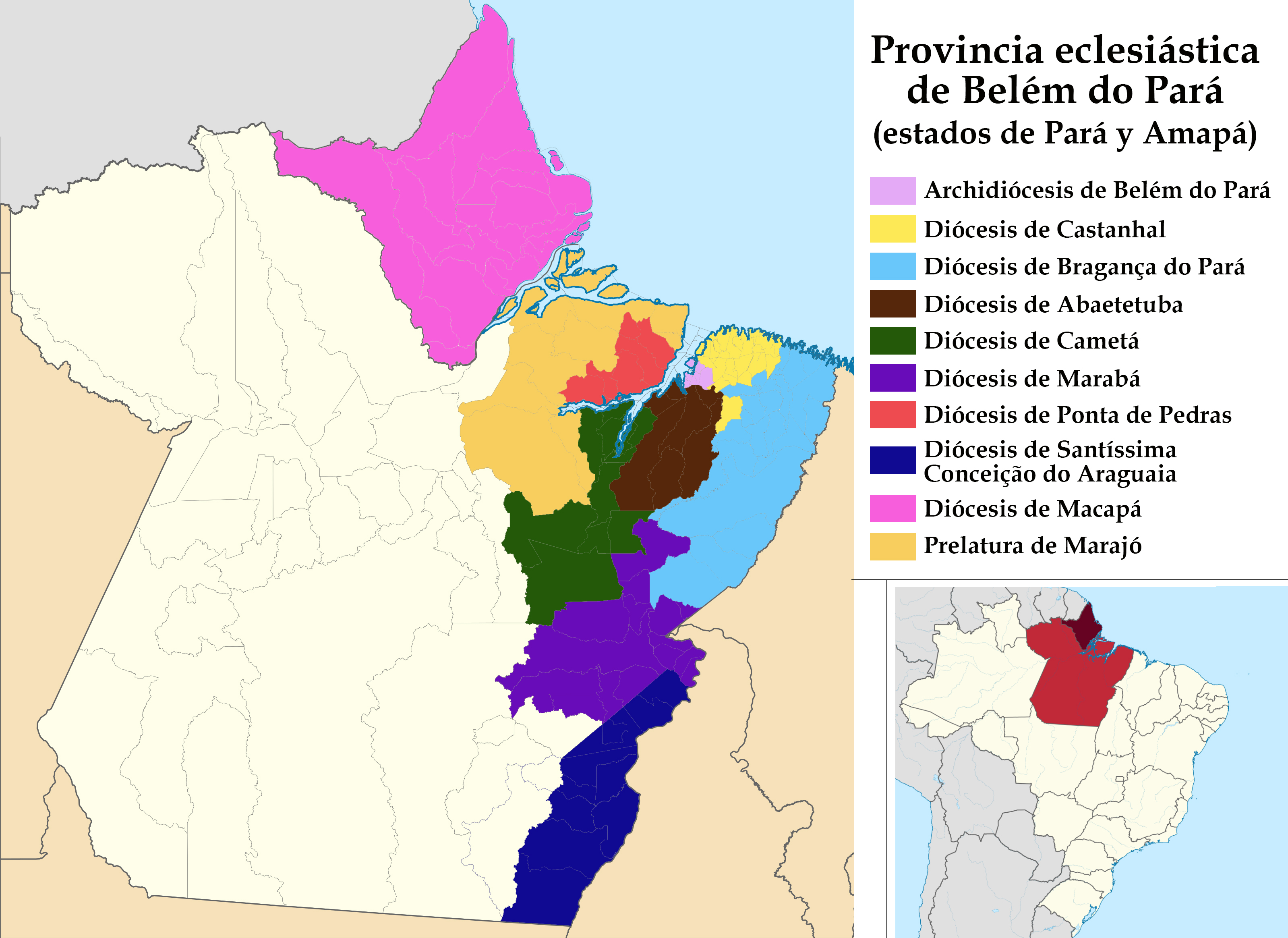
Província Eclesiástica de Belem do Pará.

A Diocese de Castanhal (Dioecesis Castagnalensis de Para) é uma circunscrição eclesiástica da Igreja Católica no Brasil, pertencente à Província Eclesiástica de Belém do Pará e ao Conselho Episcopal Regional Norte II da Conferência Nacional dos Bispos do Brasil, sendo sufragânea da Arquidiocese de Belém do Pará. A sé episcopal está na Catedral de Santa Maria Mãe de Deus, na cidade de Castanhal, no estado do Pará.

## Histórico
A Diocese de Castanhal foi criada pelo Papa João Paulo II em 29 de dezembro de 2004, com território desmembrado da Arquidiocese de Belém do Pará e da Diocese de Bragança do Pará.

## Geografia
Hoje, a diocese conta com uma população aproximada de 688.306 habitantes, com 58,8% de católicos.
O território da diocese é de 14.338 km², organizado em 37 paróquias divididas em  6 foranias.

### Forania São José:
• Paróquia Santa Maria Mãe de Deus - Catedral
(Castanhal)
• Paróquia São José
(Castanhal)
• Paróquia Cristo Jovem
(Castanhal)
• Paróquia Cristo Rei
(Castanhal)
• Paróquia Santa Teresinha do Menino Jesus
(Castanhal)
• Paróquia São João Paulo II
(Castanhal)
• Paróquia São Paulo VI
(Castanhal)
• Paróquia Sant'Ana
(Castanhal)
• Paróquia Santa Cruz
(Castanhal)

### Forania Santa Isabel:
• Paróquia Santa Isabel de Portugal
(Santa Isabel do Pará)
• Paróquia N.S de Fátima
(Santa Isabel do Pará)
• Paróquia Santo Antônio do Lisboa
(Santo Antônio do Tauá)
• Paróquia N.S do Rosário
(Colares)
• Paróquia N.S de Nazaré
(Vigia de Nazaré)
• Paróquia São Caetano da Divina Providência
(São Caetano de Odivelas)

### Forania N.S do Rosário:
• Paróquia São Vicente Ferrer
(Inhangapi)
• Paróquia N.S do Livramento
(Terra Alta)
• Paróquia N.S das Vitórias
(Marapanim)
• Paróquia N.S do Rosário
(Curuçá)
• Paróquia São João Batista
(São João da Ponta)
• Paróquia São Domingos de Gusmão
(São Domingos do Capim)

### Forania N.S Auxiliadora:
• Paróquia São Francisco de Assis
(São Francisco do Pará)
• Paróquia São Sebastião
(Igarapé-Açu)
• Paróquia São Jorge
(Igarapé-Açu)
• Paróquia São Miguel Arcanjo
(Maracanã)
• Paróquia N.S de Nazaré
(Magalhães Barata)
• Paróquia N.S Auxiliadora
(Santa Maria do Pará)

### Forania N.S do Perpétuo Socorro:
• Paróquia São João Batista
(Primavera)
• Paróquia N.S de Nazaré
(Quatipuru)
• Paróquia Sagrado Coração de Jesus
(Peixe-Boi)
• Paróquia N.S do Perpétuo Socorro
(Capanema)
• Paróquia N.S de Nazaré
(Capanema)

### Forania São Pedro:
• Paróquia São João Batista
(São João de Pirabas)
• Paróquia N.S da Conceição
(Santarém Novo)
• Paróquia N.S do Socorro
(Salinopólis)
• Paróquia N.S Rainha da Paz
(Salinopólis)
• Paróquia São Francisco de Assis
(Nova Timboteua)
A diocese abrange os seguintes municípios:
Castanhal, Igarapé-Açu, Capanema, Colares, Curuçá, Inhangapi, Magalhães Barata, Maracanã, Marapanim, Nova Timboteua, Peixe-Boi, Primavera, Quatipuru, Salinópolis, Santa Isabel do Pará, Santa Maria do Pará, Santarém Novo, Santo Antônio do Tauá, São Caetano de Odivelas, São Francisco do Pará, São João da Ponta, São João de Pirabas, Terra Alta, Vigia e São Domingos do Capim.

## Bispos
|        | Nome              | Período | Notas  |
| Bispos | Bispos            | Bispos  | Bispos |
| ------ | ----------------- | ------- | ------ |
| 1º     | Carlos Verzeletti | 2004-   | Atual. |